# Пэрротт, Кайл
Кайл Пэррот (род. 13 сентября 1985, Канада) — канадский конькобежец, участник олимпийских игр 2010 года в Ванкувере.

## Биография
Сын Кимме и Глен Пэррот, начал тренироваться в 11 лет.

## Спортивная карьера
С 2008 года выступает за национальную команду в кубке мира. Принимал участие в чемпионате мира 2009 года на отдельных дистанциях (в Ричмонд-Хилл, Канада) и в чемпионате мира в спринтерском многоборье (в Москве, Россия).
В 2010 году принимал участие в домашних олимпийских играх, где выступил на дистанциях 500 м, 1000 м и 1500м.